# ایندین هد پارک (ایلینوی)
ایندین هد پارک (به انگلیسی: Indian Head Park) یک روستا در ایالات متحده آمریکا است که در ایلینوی واقع شده‌است. ایندین هد پارک ۲٫۴۳ کیلومتر مربع مساحت و ۳٬۸۰۹ نفر جمعیت دارد.